# Philippe-François-Joseph Le Bas
Philippe-François-Joseph Le Bas (Frévent, 4 de noviembre de 1762 - París, 28 de julio de 1794) revolucionario francés, miembro del partido de los Montañeses y comisario del Comité de sûreté générale, era un estrecho colaborador de Robespierre cuando tras los sucesos del 9 de termidor que llevaron a la caída de este, decidió suicidarse antes de que se procediera a su arresto.

## Biografía
Hijo de un notario e intendente del príncipe de Rache, Le Bas fue elegido en 1792 diputado representante de la provincia de Calais en la Convención en compañía de Saint-Just, por el partido de la Montagne.
Durante al proceso del rey Luis XVI, Le Bas votó en favor de su condena a muerte y en contra de su sobreseimiento.
En agosto de 1793, fue nombrado delegado del ejército del Norte junto a Duquesnoy, decidiendo el arresto de los generales Richardot y O'Moran acusados de incompetencia. Miembro del Comité de sûreté générale y comisario de la Convención para los ejércitos, partió junto a Saint-Just al este del país con la misión de reorganizar las fuerzas republicanas tras la invasión de Alsacia y la toma de Wissembourg por los austriacos, para después, trasladarse al ejército del Norte por orden del Comité de Salvación Pública, contribuyendo a la victoria de la batalla de Fleurus.
Siempre fiel a Robespierre, tras los acontecimientos del 9 de termidor, se suicidó de un disparo en la cabeza en el momento que los agentes dirigidos por Barras y Léonard Bourdon entraban para arrestarle en el ayuntamiento de París. 
Su hijo, Philippe Le Bas (1794-1860) será director de la biblioteca de la Sorbona y presidente del Institut de France.
- Datos: Q2035664
- Multimedia: Philippe-François-Joseph Le Bas / Q2035664